# Clemente de Esmolensco
Clemente de Esmolensco (em russo:  Климент Смолятич; c. 1110, Esmolensco, Principado de Esmolensco - depois de 1164, Esmolensco, Principado de Esmolensco) foi um antigo pensador medieval russo, metropolita de Kiev e de Toda a Rússia (1147-1155), escritor religioso, o primeiro teólogo russo antigo, o segundo metropolita de origem eslava. Ele era um homem altamente educado de sua época. A crônica o menciona como um “escriba e filósofo, algo que nunca aconteceu em terras russas”.

## Biografia

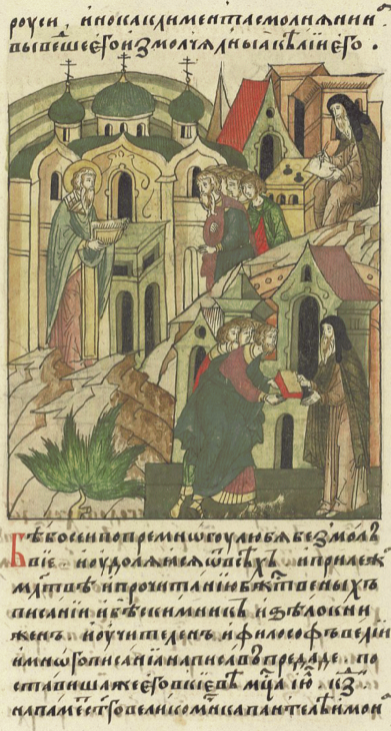
Cenas da vida de Clemente antes de sua ordenação metropolitana

Há poucas informações precisas, bem como informações imprecisas, sobre a vida de Clemente. É sabido com segurança que Clemente era um monge do mosteiro de Zarubski  (nas margens do Dniepre, em frente à foz do Trubej). Ele era ruteno de nascimento, monge e recluso, um asceta rigoroso e esclarecido.
Em 1147, por iniciativa do príncipe de Kiev, Iziaslau Mstislaviche, Clemente de Esmolensco foi empossado como metropolita de Kiev e de Toda a Rússia sem a devida sanção do Patriarca de Constantinopla, o que causou grande desagrado e oposição entre o clero grego. No entanto, o trono patriarcal ficou vazio de fevereiro a dezembro de 1147 após o escandaloso patriarcado de Miguel II Curcuas e Cosme II Ático, e não houve ninguém para aprovar a sua candidatura. A entronização ocorreu no dia 27 de julho na Catedral de Santa Sofia. Onúfrio de Chernigov teve um papel especial na sua entronização.
No entanto, devido ao fato de que na luta entre os princípes, Clemente ficou do lado de Iziaslau, seus poderes foram reconhecidos apenas nas terras que estavam na esfera de influência política do príncipe de Kiev. Sob a liderança do bispo Nifonte de Novogárdia e do príncipe Iuri Dolgoruki, uma influente oposição político-eclesial surgiu contra Clemente. As tentativas de Clemente de conquistar os indecisos permaneceram infrutíferas.
Após a morte de Iziaslau (1154), Clemente de Esmolensco foi forçado a deixar a sé metropolitana.